# 帕克 (佛罗里达州)
帕克（英語：Parker），是美国佛罗里达州貝縣下属的一座城市。建立于1967年。面积约为6.3平方公里（约合2.4平方英里）。根据2010年美国人口普查，该市有人口4,623人。论人口在本州排行第220。